# Савлє
Савлє (словен. Savlje; нім. Saule) — поселення (раніше окреме), розташоване в північній частині Любляни та в центральній частині Словенії. Було частиною регіону Верхня Крайна, нині включено до складу Осреднєсловенського регіону.

## Географія
Є лінійним поселенням. Простягається між Єжицею та Шентвидом, розташоване на краю тераси над Савою. Село Нижнє Савлє (словен. Spodnje Savlje), яке входить до складу поселення, розташоване під терасою. Ґрунти частково піщані, частково піщано-сунлинкові. В північній та південній частинах поселення знаходяться масиви полів. Водозабезпечення проводиться насосною станцією, розташованою в Клече (словен. Kleče). На території поселення знаходиться найвища точка Люблянського Посав'я, висота якої сягає 305 м.

## Назва
Вперше згадується в письмових джерелах у 1161 під назвою Sawelach (Савелах) (у 1282 поселення мало назву Sevlach (Севлах), у 1312 — Cvezlach). Назва походить від катойконіма Savľane (Савляни), що означає людей, які живуть біля ріки Сава.

## Історія
На території Савлє функціонувала перша в Югославії фабрика з виробництва парасольок, яка була заснована у 1882 Йосипом Відмаром (батьком політика-комуніста Йосипа Відмара). Протягом міжвоєнного періоду на території поселення (в будинку Цатлера) знаходилось та діяло комуністичне періодичне видання Червоний прапор (словен. Rdeči prapor); будинок був також сховищем та притулком для членів Комуністичної партії. У 1919—20 поселення було електрифіковане.
Протягом Другої світової війни будинок № 37 слугував місцем для допитів, які проводила підконтрольна італійцям Антикомуністична добровольча міліція (італ. Milizia Volontaria Anti Comunista). Вздовж Савельського шляху (словен. Saveljska cesta) по території поселення проходила адміністративна межа між територіями, анексованими Італією та Німеччиною; пізніше вона була посунута на північ, після чого поселення стало частиною італійської Провінції Любляна.
У 1941 в поселенні був організований визвольний рух. Після антипартизанського рейду, проведеного італійцями у 1942, та розміщення на території Клече підрозділів добровольчої міліції бійцям Визвольного фронту Словенії було все важче виконувати завдання. Частина бійців фронту пішла в партизани.
Після війни поселення значно збільшилося в розмірах. Були зведені нові будинки, забудовано й заселено всю територію між залізницею та Клече. На території поселення не будували багатоповерхівок, завдяки чому воно добре зберегло свою ідентичність. У ці ж часи була збудована фабрика шкарпеток та панчіх Tonos.
У 1952 була заснована фабрика з виробництва друкарських машинок. У 1971 Савлє увійшло до складу Любляни, ставши її адміністративною одиницею.

## Вулиці
- Вулиця Павли Єромен (словен. Ulica Pavle Jeromnove) — названа на честь місцевої учасниці Визвольного фронту Словенії; померла в Аушвіці, куди її відправили бійці Словенського домобранства.
- Вулиця Чемажара (словен. Čemažarjeva ulica) — названа на честь місцевого борця з фашизмом Ловра Чемажара, який помер у таборі Віттемберг (біля Ганновера), куди його відправили бійці Словенського домобранства.
- Вулиця Крегара (словен. Kregarjeva ulica) — названа на честь Тонета Крегара, місцевого бійця Визвольного фронту Словенії, який загинув у Мариборі (був розстріляний як заручник).
- Вулиця Кершевана (словен. Kerševanova ulica) — названа на честь місцевого бійця Визвольного фронту Словенії та бригади Томшича Душана Кершевана, який загинув у танку, натрапивши на міну.
- Вулиця Зільська (словен. Ziljska ulica) — названа на честь Зільської долини, розташованої в австрійській частині Каринтії.
- Вулиця Гриберника (словен. Hribernikova ulica) — названа на честь бійця Визвольного фронту Словенії Симона Гриберника, вбитого італійськими патрульними у Клече.
- Вулиця Косів (словен. Kosova ulica) — названа на честь Йожета, Штефана та Франки Кос; Йожет був борцем з фашизмом, лікувався в лікарні Огнєнца, був убитий після виписки під час італійського рейду; Штефан загинув у Великем Габру від італійської кулі; Франка загинула, виконуючи функції медсестри, у битві при Жужемберку.
- Савельський шлях (словен. Saveljska cesta) — назву носить будинок при дорозі, що проходить через селище у напрямку північ — південь.
- Шлях Уршки Затлер (словен. Cesta Urške Zatlerjeve) — названий на честь Уршки Затлер, члена Комуністичної партії Югославії, бійця Визвольного фронту Словенії; на Югославському фронті під час Другої світової війни служила радіотелеграфісткою при генеральному штабі фронту; загинула в селищі Ригель-при-Ортнеку в жовтні 1944.
- Савлє (словен. Savlje) — назву носить будинок при головній дорозі, що проходить через селище в напрямку схід — захід, та будинок, розташований між вулицями Чежмара та Кершевана.
- Вулиця Селана (словен. Selanova ulica) — названа на честь бійця Визвольного фронту Словенії Матії Селана; у 1944 члени Словенського домобранства відправили його на примусову працю в Німеччину, звідки йому вдалося втекти; після війни був місцевим активістом.
- Вулиця Перед Савлє (словен. Pred Savljami) — назву носить будинок у наймолодшому поселенні в південній частині Савлє.

## Культурна спадщина
- Каплиця Діви Марії — розташована неподалік будинку № 32. Виконана в стилі неокласицизм, з яскраво вираженим фронтоном та написом. Інтер'єр включає в себе розписи та статую Діви Марії. Датована початком XX століття.[7]
- Двоповерховий будинок № 20 на Селановій вулиці (словен. Selanova ulica) — прямокутна будівля з пологим дахом. Ззовні декорований камінням та елементами з кованого заліза, має «ландшафтне» подвір'я. Збудований у першій половині XX століття.[8]
- Селищний центр — внесений до списку культурної спадщини. Складається з одноповерхових будинків з крутими симетричними подвійними дахами з черепиці, розташованих перпендикулярно головній дорозі.[9]
- Штефання (словен. štehvanje) — забава, яку почали проводити в Савлє та прилеглих поселеннях у 1935.[2][10] Походить з територій біля ріки Гайль, проводиться у червні.

## Видатні особи
- Франк Хвастія (словен. Franc Hvastija) (1911—1999) — оперний співак[2]
- Іван Селан (словен. Ivan Selan) (1902—1981) — фальшивомонетник, картограф.[2]